# Estació de Rodalies de Quart de Poblet
L'Estació de Rodalies de Quart de Poblet és una estació de la línia València-Llíria d'ample ibèric, desmantellada quasi totalment, situada a la intersecció entre el Carrer Azorín i el Carrer de l'Estació.
Fou estació de la línia 4 de Rodalies de València des de 1889, data en què es va inaugurar la línia entre València i Manises. El 2005 va passar a ser estació terminal. Amb l'arribada del metro a Quart de Poblet, el 5 d'octubre de 2007, l'estació va restar fora de servei.